# Santísimo Sínodo Gobernante

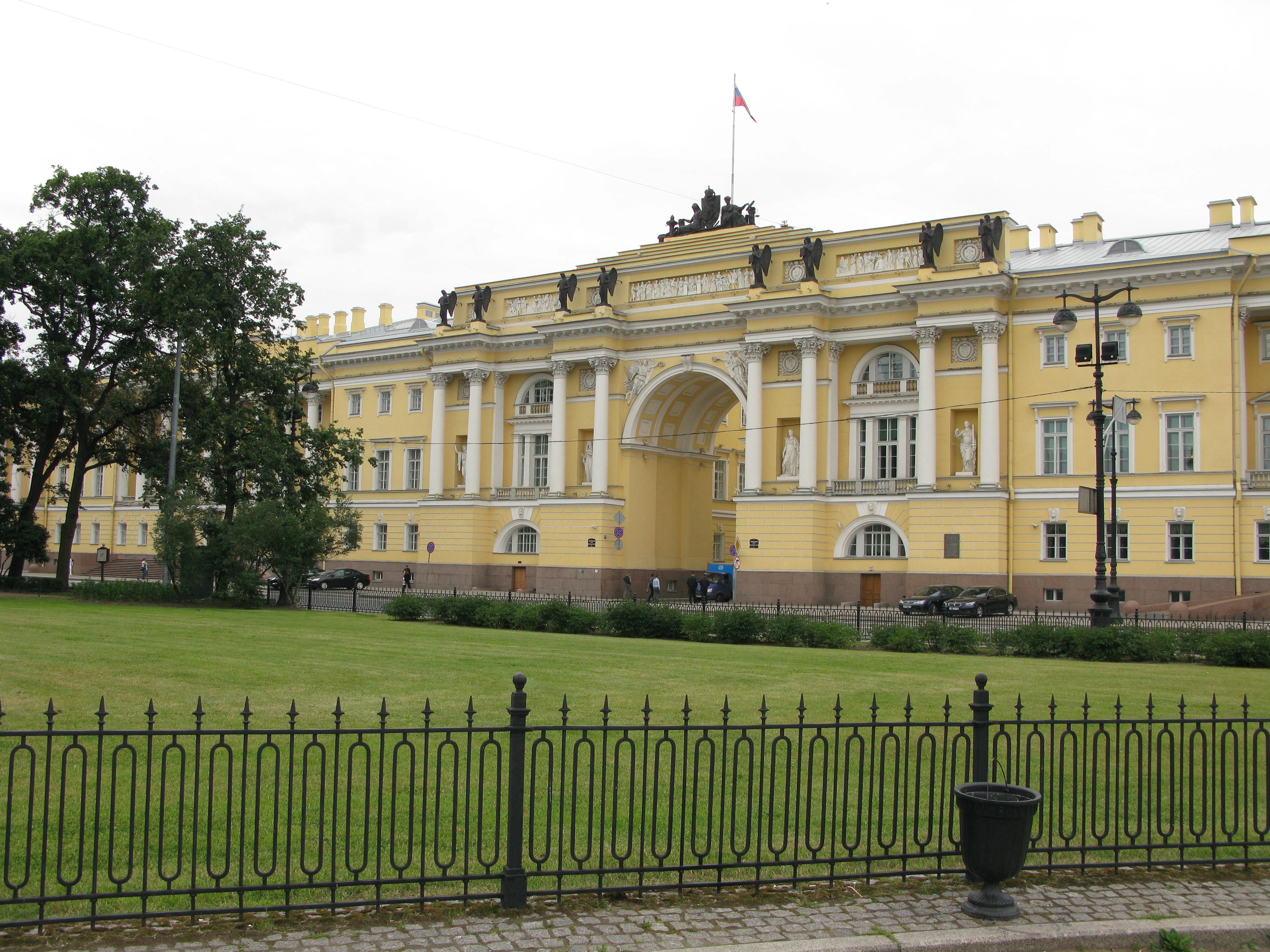
Sede principal del Santísimo Sínodo del Imperio ruso en San Petersburgo.

El Santísimo Sínodo Gobernante (en ruso: Святейший Правительствующий Синод) fue el más alto cuerpo de gobierno de la Iglesia ortodoxa rusa entre 1721 y 1917, cuando el Patriarcado fue restaurado debido a la separación del Estado y la Iglesia promovida por el gobierno soviético. La jurisdicción del Santísimo Sínodo Gobernante se extendía sobre cualquier clase de cuestión eclesiástica y sobre bastantes aspectos de orden profano.

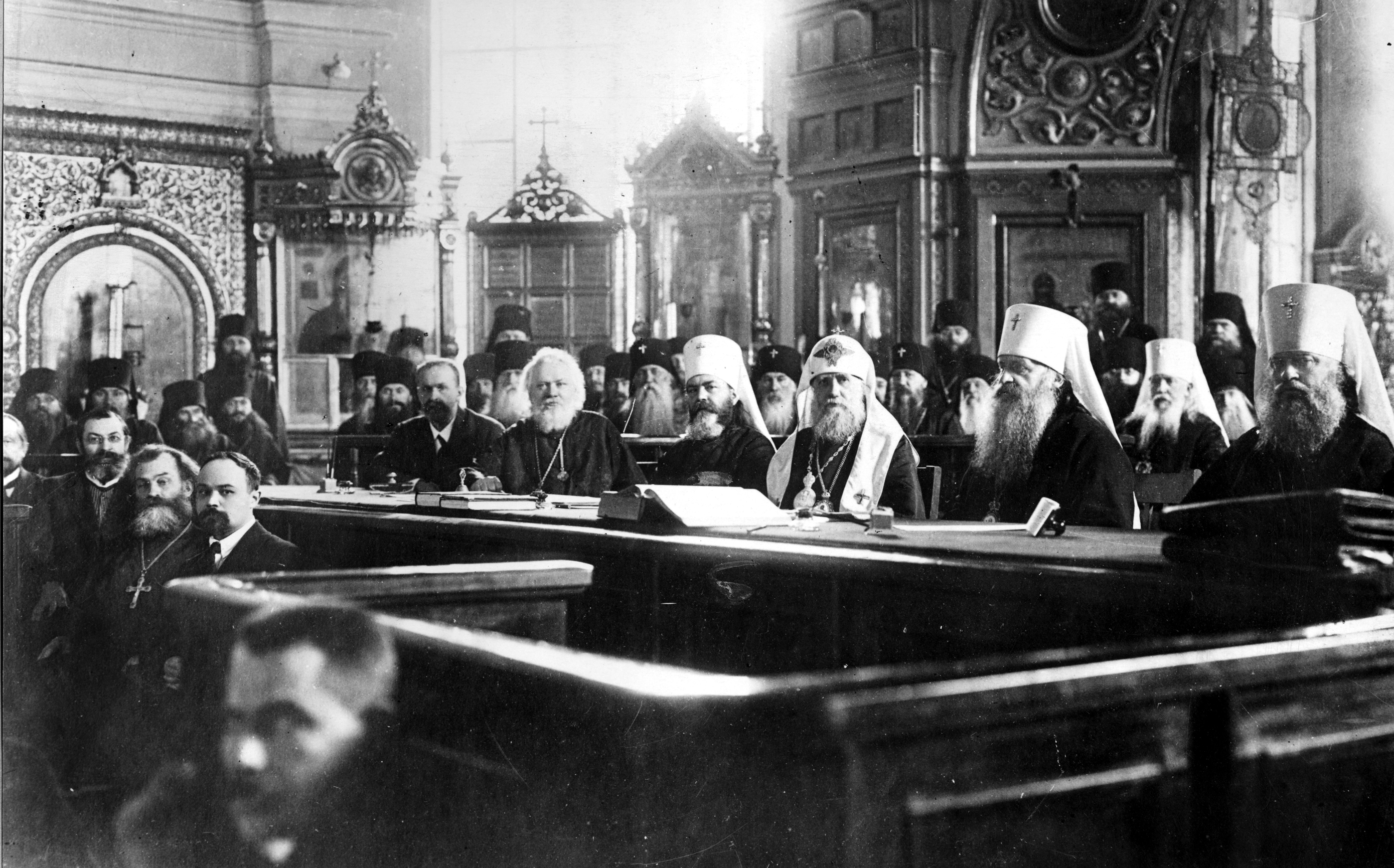
El Santísimo Sínodo, la máxima autoridad de la Iglesia ortodoxa rusa en 1917, inmediatamente después de la elección del nuevo Patriarca Tijon.

El Sínodo fue fundado por el emperador Pedro I de Rusia el 25 de enero de 1721 como una parte de su reforma eclesiástica. La fundación del Sínodo fue seguida por la abolición del Patriarcado de Moscú. El Sínodo se compuso parcialmente de miembros eclesiásticos y también por hombres de Estado designados por el zar. Entre ellos, se encontraban los metropolitas de San Petersburgo, Moscú y Kiev, y el Exarca de Georgia. Originariamente, hubo diez miembros eclesiásticos, pero el número más tarde se elevó a doce.
El Sínodo, fue en un primer momento, el guardián de la pureza de la fe; se aseguró que todos los miembros del clero realizasen sus obligaciones en el espíritu de la Ortodoxia; se ocuparon de erradicar la disensión y las supersticiones, y vigilaba la publicación de libros religiosos. El Sínodo se hizo cargo de la educación pública religiosa y de la propagación de la Ortodoxia; también tenía el control sobre los establecimientos educativos religiosos, y, a comienzos de 1885, también sobre las escuelas parroquiales regentadas por laicos. El Sínodo fue la más alta corte para todos los asuntos eclesiásticos desde el punto de vista administrativo o judicial; y decidía sobre todos los asuntos relativos al matrimonio. 